# Davis-Cup-Mannschaft der Organisation Ostkaribischer Staaten
Die Davis-Cup-Mannschaft der Organisation Ostkaribischer Staaten ist die Tennisnationalmannschaft der Organisation Ostkaribischer Staaten (OECS). Sie vertritt den Staatenbund im Davis Cup, wobei Antigua und Barbuda sowie St. Lucia zeitweise eine eigene Mannschaft aufstellten.

## Geschichte
1991 nahm die Organisation Ostkaribischer Staaten erstmals am Davis Cup teil. Mit dem Sieg der ersten Begegnung gegen Guatemala und dem resultierenden Einzug ins Viertelfinale der Amerika Zone Gruppe II gelang bereits im ersten Jahr das bisher beste Ergebnis. 1992 folgte der Abstieg in die Gruppe III, und 1996 schließlich jener in die Gruppe IV, wo die OECS bis zu ihrem bisher letzten Antreten 2004 verblieb.
Erfolgreichster Spieler bisher ist Gavaskar Williams mit 15 Siegen und 11 Niederlagen. Rekordspieler ist Kirt Cable mit insgesamt 47 Spielen in 31 Länderkämpfen während sechs Jahren.